# Dragon's Dogma 2
Dragon's Dogma 2 — відеогра у жанрі рольового бойовика, розроблена й видана японською компанією Capcom. Є продовженням Dragon's Dogma 2012-го року. Гра вийшла 22 березня 2024 року для таких платформ, як Microsoft Windows, PlayStation 5 та Xbox Series. 
Події гри відбуваються у фентезійному світі, паралельному до першої гри. Гравці керують своїм кастомізованим персонажем у відкритому світі, полюючи на дракона, який обрав їх «Воскреслими» (англ. Arisen) на тлі геополітичного конфлікту, виконуючи квести та здобуваючи нове спорядження за допомогою союзників, відомих як «Пішаки» (англ. Pawns).

## Ігролад
Dragon's Dogma 2 є рольовою грою з виглядом від третьої особи. Гравець бере на себе роль персонажа на ім'я «Воскреслий», героя, позначеного драконом, якого він повинен перемогти. Гравець досліджує світ, в якому проживає, виконує завдання та бореться з монстрами, водночас втягуючись у геополітичний конфлікт між двома королівствами. Щоб допомогти в цьому, Воскреслий покладається на союзників, які називаються «Пішаки», неігрових персонажів, які приєднуються до сторони гравця. Ці персонажі керуються штучним інтелектом, але водночас виконують роль керованих гравцем аватарів, здатних допомагати в боях, надавати інформацію про ворогів і давати вказівки щодо активних завдань. Кожен гравець може створити і налаштувати свого аватара і власного Пішака з будь-якою статтю, зовнішністю і расовою приналежністю. Крім того, гравці можуть завербувати двох додаткових пішаків, створених іншими гравцями.
І Воскреслий, і Пішаки діють під «покликанням» (англ. vocation) — класом, який визначає, які здібності та спорядження вони можуть використовувати в бою, з різними сильними і слабкими сторонами. Покликання поділяються на базові, просунуті та гібридні, причому останні доступні виключно Воскреслим; крім того, лише Воскреслий та його Пішак можуть змінювати покликання. У грі представлено кілька різних покликань на вибір: деякі з них повертаються з першої Dragon's Dogma, в той час як Швидчак (англ. Strider) і Рейнджер (англ. Ranger) були замінені на Злодія (англ. Thief) і Лучника (англ. Archer) відповідно. Додано нові гібридні покликання, серед яких Містичний списоносець (англ. Mystic Spearhand), варіація Містичного лицаря (англ. Mystic Knight), що дозволяє персонажам використовувати клинкову посохоподібну зброю, яка називається дуосписом, і Трюкач (англ. Trickster), за допомогою якого можна збивати ворогів з пантелику і посилювати Пішаків у бою. Робота з покликаннями покращує їх, відкриваючи додаткові здібності, які можна придбати для використання в бою.
Події Dragon's Dogma 2 розгортаються у безшовному відкритому світі, який у чотири рази більший за мапу попередньої гри, і являє собою паралельний світ до світу попередньої гри. Світ розділений між двома великими королівствами, Вермундом і Батталом, населеними людьми, котоподібними звірами та ельфами. Швидко пересуватися можна на поромних переправах і волячих возах, а вночі гравці можуть розбивати табори. У грі можуть траплятися надзвичайні події, які змушують гравців реагувати і підлаштовуватися, наприклад, використовувати руйнівне оточення для перемоги над ворогами, а також зміну дня і ночі, яка впливає на те, з якими істотами можна зіткнутися і наскільки вони сильні.

## Розробка та випуск
Режисером гри став Хідеакі Іцуно. Однією з головних цілей команди розробників було вдосконалення механіки ігрового процесу попередньої частини, а також впровадження функцій, які були вилучені через обмеженість технологій на той час. В результаті Іцуно додав, що «продовження може і не мати так багато чогось нового, або відмінного, але буде більш відшліфованим і поліпшеним, щоб забезпечити гравцеві максимальне занурення в рольову гру і пригодницький екшн». Наприклад, команда написала більше діалогів для Пішаків, щоб задовольнити відгуки гравців. Світ гри натхненний середньовічною середземноморською Європою, зокрема Сицилією; котячий регіон натхненний територіями арабського середземноморського світу. За словами Іцуно, команда надихалася Grand Theft Auto V при створенні світу та нового ігроладу.
Dragon's Dogma 2 була анонсована Capcom у червні 2022 року. У травні 2023 року на виставці PlayStation Showcase 2023 був представлений трейлер. У листопаді 2023 року відбулася презентація Dragon's Dogma 2, на якій було оголошено, що гра вийде для PlayStation 5, Windows і Xbox Series 22 березня 2024 року.

## Сприйняття
| Агрегатор  | Оцінка                                 |
| ---------- | -------------------------------------- |
| Metacritic | (PC) 88/100 (PS5) 86/100 (XSXS) 86/100 |
| OpenCritic | 94%                                    |

| Видання               | Оцінка |
| --------------------- | ------ |
| Digital Trends        | [ 17 ] |
| Eurogamer             | [ 18 ] |
| Game Informer         | 9/10   |
| GameSpot              | 9/10   |
| GamesRadar+           | [ 21 ] |
| Hardcore Gamer        | [ 22 ] |
| IGN                   | 8/10   |
| NME                   | [ 24 ] |
| PC Gamer (США)        | 89/100 |
| PCGamesN              | 7/10   |
| Shacknews             | 9/10   |
| The Guardian          | [ 28 ] |
| Video Games Chronicle | [ 29 ] |
| VG247                 | [ 30 ] |

Dragon's Dogma 2 отримала «загалом схвальні» відгуки від критиків, згідно з даними агрегатора рецензій Metacritic, а за даними OpenCritic, 94% критиків рекомендували гру. Її похвалили за вдосконалення ігрового процесу у порівнянні з попередньою частиною, динамічний і насичений ігровий світ, а також цікавий наратив. Система пішаків удостоїлася уваги та аплодисментів. Водночас нарікання стосувалися продуктивності гри, низької різноманітності ворогів та слабкого ШІ для союзників.
Наявність мікротранзакцій, а також проблеми з оптимізацією призвели до рев'юбомбінгу у Steam. Харві Рендалл з PC Gamer назвав введення мікротранзакцій «безглуздим», зазначивши, що багато предметів можна легко отримати, просто граючи в гру. Рецензенти IGN вважають, що їхня присутність в однокористувацькій грі розчаровує, але не впливає на їхню загальну думку про Dragon's Dogma 2.

### Продажі
В Японії Dragon's Dogma 2 розійшлася тиражем 68 592 одиниць за перший тиждень, що зробило її другою найбільш продаваною грою після Princess Peach: Showtime!. Станом на 2 квітня 2024 року Dragon's Dogma 2 була продана у кількості 2,5 мільйона одиниць по всьому світу.